# New Zealand Knights FC
New Zealand Knights FC var en proffsklubb i fotboll från Auckland i Nya Zeeland. Klubben spelade i den australiensiska och nyzeeländska proffsligan A-League från det att ligan startades upp 2005 till 2007. Klubben var under den tiden den enda från Nya Zeeland. Klubben ersattes av den nyzeeländska klubben Wellington Phoenix.